# 三齿华缨鱼
三齿华缨鱼又名三齒擬纓魚（学名：Pseudocrossocheilus tridentis）为輻鰭魚綱鯉形目鲤科的一種。在中国，分布于南盘江及其支流等，常见于底栖以及生活于河流激流处。该物种的模式产地在云南宜良竹山。體長可達12.7公分。